# Bataille de Soncino (1312)
Guerres entre guelfes et gibelins
Batailles
1150 – 1200
- Vernavola (1154)
- Spolète (1155)
- Tortone (1155)
- Milan (1158)
- Siziano (1159)
- Crema (1159)
- Carcano (1160)
- Milan (1162)
- Prataporci (1167)
- Alexandrie (1174-1175)
- Legnano (1176)

1201 – 1250
- Calcinato (1201)
- Casei Gerola (1213)
- Cortenuova (1237)
- Brescia (1238)
- Faenza (1239)
- Giglio (1241)
- Viterbe (1243)
- Parme (1248)
- Fossalta (1249)
- Cingoli (1250)

1251 – 1300
- Bataille de Montebruno (1255)
- Cassano (1259)
- Montaperti (1260)
- Bénévent (1266)
- Tagliacozzo (1268)
- Colle (1269)
- Roccavione (1275)
- Desio (1277)
- Forlì (1282)
- Pieve al Toppo (1288)
- Campaldino (1289)

1301 – 1350
- Pavie (1302)
- La Lastra (1304)
- Milan (1311)
- Soncino (1312)
- Gaggiano (1313)
- Rho (1313)
- Ponte San Pietro (1313)
- Scrivia (1315)
- Montecatini (1315)
- Pavie (1315)
- Sestri (1318)
- Bardi (1321)
- Mirandola (1321)
- Gorgonzola (1323)
- Vaprio d'Adda (1324)
- Altopascio (1324)
- Zappolino (1325)
- San Felice (1332)
- San Quirico (1341)
- Gamenario (1345)

1351 – 1402
- Mirandola (1355)
- Casorate (1356)
- Solara (1356)
- Alexandrie (1391)
- Casalecchio (1402)

La bataille de Soncino fut un affrontement survenu le 16 mars 1312 entre les forces guelfes des Della Torre et de leurs alliés, et les forces impériales soutenues par les Visconti, près de la ville homonyme de Crémone. Elle s'inscrit dans le cadre de la guerre entre guelfes et gibelins.

## Contexte historique
En octobre 1310, Henri VII de Luxembourg entreprend sa descente en Italie pour obtenir son couronnement en tant que roi d'Italie et empereur de la part du pape Clément V. Il traverse les Alpes avec une armée de 5 000 fantassins et 500 cavaliers, arrivant en novembre à Turin puis à Asti, où son ingérence dans les affaires politiques de la ville met en alerte les villes guelfes italiennes. Le 6 janvier 1311, il est couronné roi d'Italie à Milan, dans la basilique de Saint-Ambroise par l'archevêque Cassono della Torre. Les Della Torre organisent une révolte contre les forces impériales, mais elle est réprimée dans le sang, contraignant le seigneur de la ville, Guido della Torre, à fuir.
L'empereur cherche ensuite à faire valoir les droits impériaux sur les terres communales, à remplacer les réglementations communales par les lois impériales et impose une lourde taxation à toutes les villes italiennes. Ces mesures entraînent des révoltes dans de nombreuses villes guelfes, notamment Bergame, Brescia, Lodi et Crémone, avec l'expulsion des vicaires impériaux. L'empereur répond en réprimant toute résistance. Après avoir repris le contrôle de Lodi, ce fut le tour de Crémone, où s'étaient réfugiés les Della Torre, qui fut prise le 26 avril 1311 et dont les murs furent rasés.
À l'été 1311, il assiège Brescia qui ne tombe que le 15 octobre après quatre mois de résistance. Le 13 juillet 1311, sous les murs de la ville, Mathieu Ier Visconti est nommé vicaire impérial à Milan tandis qu'Amédée V de Savoie est nommé vicaire général en Lombardie.
Entre décembre 1311 et janvier 1312, alors que l'empereur se trouvait à Gênes, où son épouse Marguerite de Brabant était décédée, la plupart des villes lombardes, émilienes et toscanes se sont rebellées contre le pouvoir impérial et ont formé une Ligue guelfe à Bologne. En février 1312, Amédée V de Savoie abandonne sa fonction de vicaire général de Lombardie et est remplacé par Werner von Homberg avec le titre de Capitaine général de la Ligue et confédération des villes fidèles à l'empire, à savoir Milan, Côme, Novare, Verceil, Bergame, Brescia, Lodi, Crémone et Plaisance. Guglielmo Cavalcabò, avec le soutien des Crémonais, chasse le vicaire impérial Galeazzo Visconti de la ville et installe en tant que podestat le guelfe Passerino della Torre.
À Soncino, il n'y a pas eu de combats particuliers entre guelfes et gibelins tout au long de 1311, mais en février 1312, Venturino Fondulo, à qui la défense avait été confiée par l'empereur à l'été de l'année précédente, décide de changer de camp et, en accord avec Venturino Benzone de Crémone, expulse Nazario Quinzoni ainsi que les gibelins de la ville. Constatant la situation, Werner von Homberg rassemble les exilés en conseil à Lodi, mais constatant que chacun considère sa propre restauration comme prioritaire et qu'en agissant ainsi, les forces se disperseraient dans trop de combats et risqueraient de ne pas atteindre leurs objectifs, il décide de s'en remettre à Matteo Visconti, qui grâce à son influence et à sa modération est considéré comme le seul capable de médier entre les exigences de chacun.

## Déroulement de la bataille
Alors que le conseil se tenait à Lodi, Guglielmo Cavalcabò et Passerino della Torre, incités par Fondulo, partirent de Crémone pour occuper le château de Soncino. À leur arrivée, ils constatèrent qu'il était déjà occupé par la faction adverse qui n'avait aucune intention de le céder. Ils construisirent donc rapidement un mur de pierres sèches tout autour pour se défendre contre d'éventuelles sorties.
Les Gibelins de Soncino avaient également envoyé un messager à Brescia pour avertir le comte Werner von Homberg de la trahison. Celui-ci prit immédiatement la tête de 400 cavaliers allemands et brescians, envoyant également un message à Cressono Crivelli à Milan pour qu'il rejoigne ses forces avec une autre équipe de cavaliers. Arrivés à Soncino, ils se positionnèrent près des maisons du bourg situées à l'extérieur des murs, un peu plus au nord du château, sans se soucier des assauts éventuels des troupes guelfes. De leur côté, les guelfes ne profitèrent pas de la fatigue des ennemis, éprouvés par une longue marche, de leur infériorité numérique, de l'absence d'une position fortifiée et de leur arrivée en corps séparés.
Selon Cermenate, Passerino della Torre était déterminé à livrer bataille immédiatement, mais Giacomo Cavalcabò décida de ne pas attaquer les Gibelins après avoir consulté ses astrologues et obtenu un pronostic défavorable, invoquant comme prétexte l'arrivée imminente de renforts qui assureraient la victoire. Cela laissa le temps aux forces Gibelines de recevoir des renforts et de se réorganiser. Les guelfes décidèrent d'envoyer quelques fantassins et cavaliers pour aider ceux qui assiégeaient déjà le château. Une sentinelle, remarquant l'arrivée des renforts de Crémone et l'affaiblissement du déploiement guelfe, en informa le comte alors que le camp Gibelin envisageait déjà de se retirer. Cressono Crivelli, après un bref discours d'encouragement, décida d'attaquer immédiatement l'ennemi. Werner von Homberg fit sonner les trompettes et, à la tête de ses cavaliers, chargea les troupes qui arrivaient au secours de Cavalcabò, les dispersant et les décimant étant donné que le territoire était une plaine sans abris. Ceux qui ne furent pas tués furent faits prisonniers (y compris Cavalcabò lui-même) et bien peu réussirent à s'échapper.
Ensuite, Homberg fit reculer la cavalerie vers Soncino. À ce stade, l'armée Gibeline lança l'assaut sur les murs de la ville, défendus par des guelfes bergamasques, cremonais et cremasques, parmi lesquels se trouvait Fondulo. Les défenseurs réussirent à repousser une première attaque, mais réalisèrent ensuite que la porte donnant vers Crémone était restée ouverte dans l'attente vaine de renforts supplémentaires. Pour briser le moral des défenseurs, Homberg fit traîner les prisonniers sous les murs. Passerino della Torre, se rendant compte que les défenseurs auraient peu de chances de repousser l'ennemi et que leur moral était désormais bas, décida de fuir pour ne pas être fait prisonnier par Crivelli.
La cavalerie Gibeline se plaça alors devant la porte restée ouverte, bloquant la fuite à ceux qui tentaient encore de s'échapper. Ils rentrèrent en désordre dans la ville sans pouvoir la verrouiller, permettant l'entrée de quelques ennemis. Les défenseurs du château, convaincus de la victoire imminente de leurs alliés Gibelins, effectuèrent une sortie en démolissant le faible mur érigé par leurs adversaires. Pendant ce temps, Giacomo Cavalcabò se précipita vers la porte pour tenter de la défendre, mais les soldats cremonais, estimant l'entreprise désespérée, refusèrent de le suivre. Ainsi, laissé seul avec quelques hommes, il chargea courageusement la cavalerie allemande mais fut rapidement blessé et capturé. Cavalcabò fut ensuite emmené sur la place du Commune où son casque lui fut retiré et il fut sauvagement exécuté à coups de masse par Werner von Homberg, qui le railla en affirmant qu'il ne monterait plus jamais ni chevaux ni bœufs. Son corps resta exposé pendant deux jours.
Après la mort de Cavalcabò, les guelfes se rendirent et, jetant les armes, se réfugièrent chez eux, épargnés par la vie. Venturino Fondulo et deux de ses fils furent capturés, attachés par les pieds à des chevaux et traînés dans les rues avant d'être pendus à un arbre dans la partie orientale de la ville, près du château; ils restèrent également suspendus pendant plusieurs jours comme avertissement à la population. Venturino Benzone fut remis aux cremonais Gibelins et étranglé. Par la suite, trente autres guelfes de Soncino subirent le même sort, leurs biens furent confisqués, leurs maisons démolies, tandis que d'autres, faits prisonniers par les Allemands, furent contraints de payer une rançon pour être libérés.

## Issue des combats et conséquences
La défaite de Soncino et la violence avec laquelle les chefs de la révolte furent exécutés plongèrent dans la consternation les villes guelfes rebelles. Henri VII du Luxembourg fut couronné empereur le 29 juin 1312 au Latran. Par la suite, il assiégea Florence mais fut contraint d'abandonner les opérations après six semaines, étant en infériorité numérique et ne parvenant à encercler qu'une petite partie des murailles. Il entreprit de nombreuses opérations militaires contre d'autres villes toscanes qui, à la fin de 1312, étaient largement sous contrôle impérial. En 1313, il lança une campagne contre Robert d'Anjou, roi de Naples, assiégeant Sienne sous les murs de laquelle il contracta la malaria. Peu après, il fut empoisonné à l'arsenic et mourut le 24 août 1313 dans l'église de San Pietro à Buonconvento.